# 자르너 아강
자르너 아강(Sarner Aa)은 스위스 옵발덴주에 있는 28 km 길이의 강이다. 브뤼닉 고개의 동쪽으로 이 지역을 따라 흘러가면서 룽게른호, 자르넨호 및 비셀호를 지나 알프나흐 근처에서 루체른호로 들어간다. 이 강은 룽게른호 상류의 라우이바흐 하천과 룽게른호와 자르넨호 사이의 아어(Aa) 또는 아어바서(Aawasser)로 알려진 지류에 여러 이름으로 흘러간다.
그 길이에 따라 자르너 아강은 룽게른, 기스빌, 작센, 자르넨, 케른스 및 알프나흐의 정착촌을 통과하거나 그 근처에서 흐르고 있다.
브뤼닉선은 브뤼닉 고개에서 루체른 쪽으로 내려가는 자르너아 계곡을 따라간다.